# Dzsabalpur
Dzsabalpur (hindi nyelven:   जबलपुर, angolul: Jabalpur korábbi nevén Jubbulpore) város India területén, Madhja Prades szövetségi államban. Lakossága 1,05 millió, elővárosokkal 1,26 millió fő volt 2011-ben.
A városnak két egyeteme van, egy katolikus püspöksége, ipari központja és katonai bázisa. A környék mezőgazdasági területein rizst, búzát, kölest, cukornádat, gyapotot, szójababot, olajos magvakat, hüvelyeseket termesztenek.

## Fordítás
- Ez a szócikk részben vagy egészben  a   Jabalpur című angol Wikipédia-szócikk fordításán alapul.  Az eredeti cikk szerkesztőit annak laptörténete sorolja fel. Ez a jelzés csupán a megfogalmazás eredetét és a szerzői jogokat jelzi, nem szolgál a cikkben szereplő információk forrásmegjelöléseként.
- Ez a szócikk részben vagy egészben  a   Jabalpur című német Wikipédia-szócikk fordításán alapul.  Az eredeti cikk szerkesztőit annak laptörténete sorolja fel. Ez a jelzés csupán a megfogalmazás eredetét és a szerzői jogokat jelzi, nem szolgál a cikkben szereplő információk forrásmegjelöléseként.